# لی دو گیوم
لی دو گیوم (کره‌ای: 이도겸؛ زادهٔ ۱۹ ژانویه ۱۹۹۰) بازیگر و مدل اهل کره جنوبی است. او به خاطر ایفای نقش در مجموعه‌های تلویزیونی وقتی تو خواب بودی، خدمتکار تو، عشق شفابخش من و به آرامی ذوبم کن شناخته می‌شود.

## فیلم‌شناسی

### فیلم
| سال  | عنوان          | نقش              | منابع |
| ---- | -------------- | ---------------- | ----- |
| ۲۰۱۰ | مردی از هیچ‌کجا | بچه‌ای در محل کار | [ ۴ ] |
| ۲۰۲۱ | مأموریت: ممکن  | کارمند هتل       | [ ۵ ] |